# Jackie Wilson
Jackie Wilson, född Jack Leroy Wilson, Jr. den 9 juni 1934 i Detroit, Michigan, död 21 januari 1984 i Mount Holly, New Jersey, var en amerikansk soulsångare. Jackie Wilson räknas som en av pionjärerna inom soulen. Han började sin karriär på 1950-talet för att sedan få hits ända fram till 1970-talet. Han blev tidigt, 1987, invald i Rock and Roll Hall of Fame ett år efter första intagningsceremonin.

## Biografi

### Uppväxt
Jackie Wilson föddes i Detroit som enda son till Jack och Liza Mae Wilson. Fadern var ofta frånvarande och alkoholist och föräldrarna skildes senare. Han växte upp i det tuffa området North End och gick med i ett gäng kallat Shakers efter Shaker Heights i Detroit. Han började tidigt sjunga så han följde med sin mor till kyrkan. I tonåren startade han gruppen Ever Ready Gospel Singers som blev populära i kyrkorna i området. Wilson slutade high school vid 15 års ålder. Efter en period inom boxningen lade han den karriären åt sidan för att satsa på musiken. Han hade samtidigt blivit far vid 17 års ålder och gift sig med Freda Hood, de fick tillsammans fyra barn. 
Hans sångartalang upptäcktes av agenten Johnny Otis som signade Wilson till gruppen Thrillers som senare blev The Royals. 1950 började Wilson sjunga i gruppen The Dominoes. 

### Solokarriär
Wilson fick sin första hit 1956 med låten "Reet Petite". Sedan följde många hits fram till början på 1960-talet, "Danny Boy", "Night" och "Lonely Teardrops" är några av dem. De flesta av låtarna var en sorts blandning av R&B och pop som kom att bli grundläggande för 1960-talets soul. År 1961 blev han svårt skadad då han sköts av ett kvinnligt fan, men han kunde fortsätta karriären. Andra källor menar att historien är påhittad av Wilsons management och att egentligen var en av flickvänner, Juanita Jones, som av svartsjuka sköt Wilson.
Det var inte förrän i början på andra halvan av 1960-talet som han började få stora hits igen. "Whispers" och "(Your Love Keeps Lifting Me) Higher and Higher" är framgångsrika låtar från tiden 1966-1967.
År 1975 fick Wilson en hjärtattack under ett scenframträdande av låten "Lonely Teardrops". Han fick svåra skador och kom att ligga i koma i nio år fram till sin död 1984, 49 år gammal. 35 år efter sin död tilldelades han en stjärna för musik på Hollywood Walk of Fame.

### Privatliv
Wilsons privatliv var kantat av dramatik och tragiska händelser. Hans son Jackie Jr blev skjuten till döds 16 år gammal 1970. Även två av hans döttrar dog i unga år. Sonens död gjorde att Wilson hamnade i en depression och höll sig isolerad och använde alkohol och andra droger. Wilson skiljde sig från sin första fru Freda Hood 1965 och gifte sig 1967 med modellen Harlean Harris som han hade tre barn med. De separerade senare men skilde sig aldrig. Han var senare sambo med Lynn Crochet.